# 김서연 (기자)
김서연(1992년 5월 19일~)은 대한민국의 2014년 미스코리아 진(眞)이다. 2015년에는 미스 유니버스에도 참가했다.
현 JTBC 보도국 기자로 활동 중이며, 사회부, 경제부, 사건반장 등에서 활약했다.

## 약력
- 출생 : 1992년 5월 19일
- 신체 : 172 cm, 52.5 kg,
- 학력 : 이화여자대학교 경영학과 학사
- 수상 : 2014년 미스코리아 진(眞), 2014년 미스코리아 서울 진(眞)
- 취미 : 피아노, 비올라 연주
- 특기 : 피아노, 바이올린 연주
- 경력 : 2015년 한중문화홍보대사 2014년 한국음반산업협회 홍보대사, 초록우산 어린이재단 홍보대사, 파주개성인삼축제 홍보대사

## 방송 출연
- 《다큐멘터리 3일》 KBS 2TV)
- 《정찬배의 뉴스정석》 YTN)
- 《KBS 뉴스토크》 KBS 1TV)
- 《장성규의 핫식스》 JTBC)
- 《SNL 코리아 시즌 5》 (tvN)
- 《여유만만》 KBS 2TV)
- 《이홍렬의 라디오쇼》 TBS FM)
- 《이헌석의 음악의 숲을 거닐며》 국방FM)
- 《놀라운 대회 스타킹》 SBS)
- 《가족의 품격 풀하우스》 KBS 2TV)
- 《백만장자 엘리베이터》  JTBC)
- 《언제나 칸타레》 tvN)
- 《한국인의 밥상》 KBS 1TV)
- 《매일 그대와 김동규입니다》 KBS 해피FM)
- 《창업스타》 SBS)
- 《사건반장》 JTBC)